# Robin Clark (Sängerin)

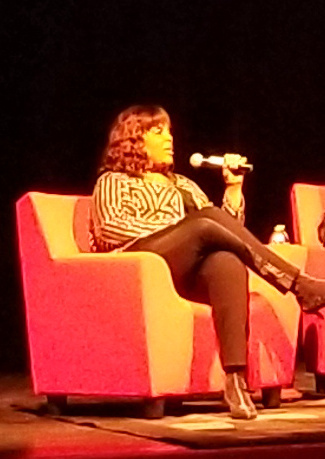
Robin Clark, 2019

Robin Clark (* um 1950 in New York City) ist eine US-amerikanische Sängerin.

## Leben
Robin Clark ist seit Ende der 1960er Jahre überwiegend als Backgroundsängerin tätig. Ihre erste größere Produktion war 1975 für das David-Bowie-Album Young Americans. Es folgten zahlreiche Einsätze, darunter für Chic, Luther Vandross, Bette Midler, Irene Cara, Sheena Easton, Aztec Camera, Scissor Sisters, Leona Lewis und viele mehr, außerdem sang sie Werbejingles ein.
1984 erschien mit Surrender ein Solo-Album von ihr. 1985 erschien sie auf dem Simple-Minds-Album Once Upon a Time mit auffälligen Solo-Parts und war auch in den Musikvideos zu sehen und ging mit auf Welttournee.

## Privates
Clark ist verheiratet mit Gitarrist Carlos Alomar, Tochter der beiden ist Singer-Songwriter Lea Lorien.

## Diskografie

### Album
- 1984: Surrender